# Survival sex
Survival sex (zu deutsch etwa „Überlebenssex“) ist eine Form der Prostitution, die von Personen extremer Bedürftigkeit praktiziert wird. Es handelt sich dabei um Obdachlose oder von der Gesellschaft anderweitig benachteiligte Personen. Diese Personengruppe tauscht Sex, um ihre Grundbedürfnisse (wie Nahrung oder einen Schlafplatz) zu befriedigen, oder für Drogen. Der Begriff wird von der Sexindustrie, Armutsforschern und Personen in der humanitären Hilfe verwendet.

## Vorkommen
Survival sex ist gängige Praxis. Es existieren ausgiebige Studien zur Situation in vielen Ländern wie Afghanistan, den Vereinigten Staaten, Kanada, Mexiko, den Philippinen, Thailand, Neuseeland, Kolumbien, Kenia, Uganda und Südafrika.
Forscher schätzen, dass einer von drei obdachlosen Jugendlichen in Amerika Survival sex praktiziert. In einer Studie wurden die obdachlosen Jugendlichen befragt: Etwa ein Drittel der Frauen und die Hälfte der Männer gab an, schon einmal Survival Sex praktiziert zu haben. Die Wahrscheinlichkeit steigt mit der Anzahl der Tage, die der Jugendliche auf der Straße verbracht hat. Personen, die Opfer eines Gewaltdelikts wurden, kriminelles Verhalten zeigten, illegale Drogen einsetzen, Selbstmord versuchten, schwanger sind oder an einer sexuell übertragbaren Krankheit leiden, zeigten auch eine erhöhte Wahrscheinlichkeit, Survival Sex zu praktizieren.
Survival sex ist in Flüchtlingslagern gängige Praxis. In Flüchtlingslagern für intern Vertriebene im nördlichen Uganda leben 1,4 Millionen Zivilisten. Sie wurden durch den Konflikt der militanten Lord’s Resistance Army mit Regierungstruppen vertrieben. 2005 berichtete Human Rights Watch, dass vertriebene Frauen und Mädchen in den Lagern Survival Sex mit anderen Lagerinsassen, lokalem Wachpersonal und Soldaten der Regierung praktizierten.

## Beweggründe
Gewisse Forscher sagen, dass Straßenkinder Survival sex nicht immer als ausbeuterisch auffassen. Oft sähen sie es als „Beginn einer möglichen Beziehung“. Personen, die sexuellem Missbrauch durch Betreuungspersonen ausgesetzt waren, praktizieren häufig Survival sex. Daher mutmaßen einige Forscher, das Survival sex keine Verzweiflungstat ist, sondern dass es sich um ein Reproduzieren bekannter Verhaltensmuster handeln könnte.